# Pilot (CSI-aflevering)
Pilot is de pilotaflevering van de Amerikaanse dramaserie CSI: Crime Scene Investigation. Deze is gelokaliseerd in Las Vegas.

## Plot
In het forensisch lab introduceert Holly Gibs zichzelf aan Gil Grissom die de supervisor is van een ploegendienst. Nick Stokes en Warrick Brown realiseren zichzelf dat ze nog maar één zaak verwijderd zijn van een CSI: Level 3. Catherine Willows stapt uit haar auto en zegt gedag tegen haar dochter en zus voordat ze het CSI gebouw in rent. Jim Brass geeft de opdrachten voor de CSIs voor de nacht.
Brass en Grissom onderzoeken wat een zelfmoordpoging moet zijn van Royce Harmon. Hoe dan ook, de autopsie wijst uit dat de ingang van de kogel te smal is voor een schot van dichtbij, en dat moest wel zijn als hij zichzelf in de borst heeft geschoten, en dan realiseren ze zich dat Harmon is vermoord. Grissom vindt een vingerafdruk met latex bestanddelen op de tape-recorder van de zogenaamde zelfmoordpoging van Harmon. De vingerafdruk behoort bij Paul Millander, een man die Halloweenhanden verkoopt, gemaakt van voorbeeld van zijn eigen hand. Grissom realiseert zich dat de verdachte zo'n hand gebruikte.
Nick Stokes arriveert op de plaats delict en ontmoet een man die beroofd is door een vrouw terwijl hij bewusteloos was. Nick valt een verkleuring in de mond van de man op. Dan leert hij Kristy Hopkins kennen, die met haar auto verongelukt is omdat ze onder invloed is en misschien is ze bij de zaak betrokken. Het valt bij hem op dat ze verkleuring op haar tepels heeft. Hij realiseert zich dat ze scopolamine op haar tepels doet om haar slachtoffers buiten westen te maken en daarna ze te bestelen.
Catherine en Warrick arriveren in een huis waar een man dood ligt. Ze komen erachter dat de man in het huis verbleef totdat de eigenaars hem eruit hebben gegooid. Toen hij probeerde de deur open te schoppen, schoot de echtgenoot hem neer. Catherine merkt op dat de linker teennagel van de echtgenote af is gebroken en dat de veters van het slachtoffer verschillend zijn gestrikt. Warrick onderzoekt de schoen en vindt een schoennagel in een van de schoenen. Warrick probeert een bevelschrift voor de teennagel maar Brass weigert om de rechter te bellen, dus bezoekt Warrick rechter Cohen. In ruil voor het bevelschrift moet Warrick voor hem op een voetbalwedstrijd wedden.
Grissom neemt Holly mee naar haar eerste zaak, een overval, en laat haar daar. Hoe dan ook, wanneer de zaak eigenaar een pistool op Holly richt vraagt ze om hulp van Catherine. Later vraagt Holly zich af of ze wel geschikt is voor deze baan. Catherine probeert haar te overtuigen om nog te blijven totdat ze haar eerste zaak heeft opgelost.
Brass ontdekt dat Warrick achter zijn rug een bevel heeft gehaald en haalt hem van de zaak. Hij zegt dat hij op Holly moet letten. Hoe dan ook, Warrick moet nog voor rechter Cohen wedden en laat Holly achter met een politieofficier. Niks gezegd tegen het CSI-team, en de politieofficier verlaat de plaats delict en laat Holly alleen achter. De verdachte komt terug en valt Holly aan. Op hetzelfde moment neemt Grissom de zaak van Warrick over en vindt een teennagel van de echtgenoot. Hij vergelijkt de nagels en concludeert dat de echtgenoot de man heeft doodgeschoten en zelf de deur ingetrapt heeft om het op zelfverdediging te laten lijken.
Nick heeft zijn 100ste zaak opgelost en is nu een CSI Level 3. Wanneer het CSI-team het aan het vieren is komt Brass vertellen dat Holly is neergeschoten is en nu in het ziekenhuis ligt.